# 공장 (전한)
공장(孔臧, ? ~ ?)은 전한 중기의 관료이자 유학자로, 개국공신 공취의 아들이다.

## 행적
문제 8년(기원전 172년), 공취의 뒤를 이어 요후(蓼侯)에 봉해졌다.
원삭 2년(기원전 127년), 태상이 되었으나, 이듬해 남릉(南陵)의 다리가 무너져 무제의 의관과 수레가 훼손되었다. 공장은 파면되고 작위가 박탈되었다.
후한 때 유학 저술 10편·부 20편이 남아 있었고, 양나라 때까지 문집 2권으로 남아 있었으나, 수나라 때에는 이미 소실되었다.

## 출전
- 사마천, 《사기》 권18 고조공신후자연표
- 반고, 《한서》 권16 고혜고후문공신표·권19하 백관공경표 下·권30 예문지
- 위징, 《수서》 권35 지제30 경적4

| 전임 사마당시 | 전한의 태상 기원전 127년 ~ 기원전 126년 | 후임 장당거 |

| 선대 아버지 요이후 공취 | 전한의 요후 기원전 171년 ~ 기원전 126년 | 후대 (봉국 폐지) |